# آزمون (داستان کوتاه)
«آزمون» (آلمانی: Die Prüfung) داستانی کوتاه از فرانتس کافکا است که شامل گفتگوی میان دو مرد می‌باشد. آزمون (عنوان داستان) که تمرینی در «زیر سوال بردن سوال» توصیف شده است، تمرینی ذهنی از سوی یکی از صحبت‌کنندگان است که می‌بیند آیا دیگری آنطور که انتظار دارد رفتار می‌کند یا خیر.